# Siphonofusus
Siphonofusus là một chi ốc biển, là động vật thân mềm chân bụng sống ở biển trong họ Buccinidae.

## Các loài
Các loài trong chi Siphonofusus gồm có:
- Siphonofusus somalicus Parth, 1999[2]
- Siphonofusus vicdani Kosuge, 1992[3]